# Jarmila Bodláková-Otradovicová
Jarmila Bodláková-Otradovicová (27. srpna 1908 Praha – 16. března 1996 Praha) byla česká spisovatelka a básnířka.

## Životopis
Otec Josef Otradovský (1. října 1890 Pustá Kamenice) padl 23. prosince 1914 v Gorlici, Halič. Manželem byl básník a literární kritik Karel Bodlák (3. 11. 1903 Soběslav – 1. 2. 1989 Praha). Svatba byla roku 1930.
Jarmila Bodláková-Otradovicová pracovala jako úřednice. Vystudovala Veřejnou obchodní školu a večerně obchodní akademii. Za okupace se s manželem účastnila odbojové činnosti. Po osvobození studovala na Filosofické fakultě UK, ale studia nedokončila. Byla autorka reflexivní lyriky, literárněhistorických studií, na dobové problémy reagujících esejů a veršovaných i prozaických knížek pro děti.

## Dílo[4]

### Básně
- Jezero: básně – Praha: Václav Petr, 1942
- Vichřičné dny – Praha: Melantrich, 1949
- O kavce, čápovi a holčičce s červeným míčem – Jarmila Otradovicová, Karel Bodlák; [barev.] ilustrovala Dagmar Rombergová. Praha: Státní nakladatelství dětské knihy, 1967
- Večer naděje – typografie Oldřich Hlavsa; dřevoryt na obálce Jiří Altman. Praha: Československý spisovatel, 1968
- Legendy a sny – ilustroval Karel Beneš. Praha: Práce, 1970
- Listy matce – ilustrovala Daniela Havlíčková. Praha: Supraphon, 1974
- Podivuhodná setkání – Praha: Československý spisovatel
- Píseň Polabí: lyricko-epická báseň – ilustroval Josef Hamza. Praha: Středočeské nakladatelství a knihkupectví, 1982
- Údery hodin – ilustrovala Eva Hašková; typografie Oldřich Hlavsa. Praha: Práce, 1982
- Mé dálky: verše let 1940–1985 – typografie Vladimír Nárožník. Praha: Československý spisovatel

### Beletrie a práce o literatuře
- Básnický profil Jaroslava Durycha: literárně kritická studie – Praha: Ladislav Kuncíř, 1943
- Přítelkyně kočka: obrázky ze skutečnosti – fotografie Emil Frössl. Červený Kostelec: Josef Doležal, 1943; 1947
- Výbor z prací a překladů mladých autorů [z okruhu Stromu] – Kamil Bednář, Jan Benda, Hans Carossa, Karel Jiran, Vladimír Kalina, Giacomo Leopardi, Jarmila Otradovicová, Jan Pilař. Soběslav: Šmíd a spol., 1943
- Otevřené listy: slovo k dnešku – Soběslav: Šmíd a spol., 1946
- Slovo a svět – Praha: Ladislav Kuncíř, 1946
- Přátelé – Mladá Boleslav: Národní správa nakladatelství Hejda & Zbroj, 1946
- Svět Loutek (4 leporela) – 1946
- O myšce, pejskovi a kočce (leporelo) – Přerov: Společenské podniky, 1949
- O svatoňovických dolech a jejich havířích – Praha: Práce, 1949
- Hrdinství je prosté: vyprávění podle vzpomínek stíhacího letce – Praha: Naše vojsko, 1960
- Cestou bojů: sborník na počest 40. výročí založení Komunistické strany Československa – Jarmila Otradovicová, Josef Holanec; ilustroval K. Kratochvíl; předmluva K. Kult; redakce F. Rosa. Havlíčkův Brod: Krajské nakladatelství, 1961
- Krakonošova zahrádka (pohádka) – 1969
- Pevný bod: literární sborník – uspořádali Kamil Bednář a Jarmila Otradovicová; sborník obsahuje práce: Antonína Bartuška, Kamila Bednáře, Emilie Bednářové, Karla Bodláka, Jarmily Otradovicové, Miloše Dvořáka, Arnošta Vaněčka, Ivana Bednáře, Pavla Hrabánka, Petra Lichvana, Vladimíra Saláka a Jiřího La Toura. Praha: Československý spisovatel, 1967

### Jiné
- Gigant: divadelní hra z dnů lid. hnutí na stavbě prvního čs. Gigantu: hra 3 dějstvích a 8 obrazech – Praha: Umění lidu, [1950]
- My havíři (melodram, prem. 1950, hudba Jan Zdeněk Bartoš; text Jarmila Otradovicová). Praha: Orbis, 1951